# ピアッジオ
ピアッジオ（伊: Piaggio & C. S.p.A., ピアジオ・ピアッジョとも）は、イタリアの自動車メーカーであり、ピアッジオの他に4つのブランド、ベスパ（Vespa）、アプリリア（Aprilia）、モト・グッツィ（Moto Guzzi）、デルビ（Derbi）の下で、様々な二輪自動車と小型商用車を生産している。本社はイタリアのポンテデーラにある。1884年にリナルド・ピアッジオによって設立され、当初は機関車と鉄道車両を生産していた。
ピアッジオとその子会社は合計7,053人の従業員を雇用し、2014年には合計519,700台の車両を生産した。6つの研究開発センターを持ち、50カ国以上で事業を展開している 。

## 社史
1884年、創業者リナールド・ピアッジオにより船舶用パーツメーカーとして設立された。鉄道車両から航空機など事業を拡大し、戦時には航空機やそのエンジンを多数製造した。戦後の1946年にスクーターの代名詞とも言えるベスパの生産を開始した。現在もベスパブランドを生産し、その他ピアッジオブランドのスクーターやモペッド、マイクロカーを生産している。
1964年にフィアットのオーナーであるアニェッリ家へ買収され、ピアッジオはフィアットの傘下へ入った。同年、ピアッジオはオートバイ部門と航空部門を分社化され、航空部門はIAM リナルド・ピアジオとして独立した。その後、IAM リナルド・ピアジオはフェラーリのピエロ・ラルディ・フェラーリに買収され、ピアジオ・エアロ（Piaggio Aero）としてイタリア資本へと戻った。 引き続きオートバイの製造を行っていたピアッジオは1969年にジレラを買収した。
1992年から2002年までダイハツ工業と提携し、軽貨物車のハイゼットをピアッジオ・ポーターの名称でライセンス生産した。
1999年に中国で合弁事業をはじめたが、失敗した。イタリアでも1500万ユーロ（1940万ドル）を投資して新型のオートバイを開発を開始したが、プロトタイプの製造後、中止された。2002年には1億2900万ユーロの損失を出したことにより、巨額の債務を抱えた。しかし、敵対的買収でテレコム・イタリアを傘下に収め、不動産会社IMMSIを通して経営権の獲得に乗り出したロベルト・コラニーノが2003年に会長に就任した。コラニーノはリストラを行わないまま、あらゆるスクーターを製造できるよう日本式に倣った工場の組立てラインへと一新し、利益率と顧客満足度の基準に基づいたボーナス支給など同社の改革を実施した。2006年にミラノ証券取引所へ再び上場した。
2021年3月、ホンダ、ヤマハ、KTM（オーストリア）、ピアッジオ（イタリア）の４社は電動二輪車のUNECE規格に沿った互換性のある交換式バッテリーの共同開発事業を立ち上げると発表した。

## 三輪車
インドでは、ベスパ・カーを起源とする三輪自動車の生産を続けており、有力メーカーの一つとなっている。

## 日本での販売
日本においては本社の出資により設立されたピアッジオグループジャパン株式会社が取り扱っている。かつては株式会社成川商会が輸入元となっており、ピアッジオ日本法人の設立以降もデルビ、ジレラブランドは2015年まで取り扱っていた。

### ブランド
- ピアッジオ
- アプリリア
- デルビ (スペイン)
- ジレラ
- モト・グッツィ
- ベスパ
- リジェ

### 製品一覧
- ピアッジオ・Ape（英語版）
- ピアッジオ・MP3
- ピアッジオ・X8（英語版）
- ピアッジオ・X9
- ピアッジオ・ビバリー（イタリア語版）
- ピアッジオ・リバティ（イタリア語版）
- ジレラ・ランナー
- ピアッジオ・アイス
- ピアッジオ・ジップ（英語版）
- ピアッジオ・タイフーン（イタリア語版）
- ピアッジオ・ブラボー
- ピアッジオ・チャオ
- ピアッジオ・NRG（イタリア語版）